# One Hot Minute
One Hot Minute («Un Minut Calent») és el sisè àlbum d'estudi de la banda de rock estatunidenca Red Hot Chili Peppers, publicat el 12 de setembre de 1995 amb el segell discogràfic Warner Bros. Records.
La fama mundial del seu àlbum anterior, Blood Sugar Sex Magik, provocà desconfort al guitarrista John Frusciante, per la qual cosa abandonà la banda a mitjan gira el 1992. En el seu lloc, els Chili Peppers fitxaren el guitarrista Dave Navarro, amb qui només acabarien enregistrant One Hot Minute. La seva presència alterà considerablement l'estil del grup, que deixà de banda les temàtiques sexuals en favor de temes més obscurs com l'ús de drogues, la depressió, l'angoixa i l'aflicció. One Hot Minute també va suposar un retorn als riffs de heavy metal. El lletrista Anthony Kiedis, que acabava de reprendre les addiccions a la cocaïna i a l'heroïna després de més de cinc anys abstenint-se'n, parlà de les drogues des d'una perspectiva personal i exposà els seus efectes negatius.
One Hot Minute fou un fracàs comercial tot i desprendre tres senzills exitosos i assolir la quarta posició a la Billboard 200. Se'n van vendre menys de la meitat de còpies que Blood Sugar Sex Magik i la rebuda crítica fou molt menys positiva. El 1998, els Chili Peppers despatxaren Navarro per diferències creatives.

## Llistat de pistes
Totes les cançons foren escrites i compostes per els Red Hot Chili Peppers (Flea, Kiedis, Navarro, Smith). 
| Núm. | Títol                 | Durada |
| ---- | --------------------- | ------ |
| 1.   | «Warped»              | 5:04   |
| 2.   | «Aeroplane»           | 4:45   |
| 3.   | «Deep Kick»           | 6:33   |
| 4.   | «My Friends»          | 4:02   |
| 5.   | «Coffee Shop»         | 3:08   |
| 6.   | «Pea»                 | 1:47   |
| 7.   | «One Big Mob»         | 6:02   |
| 8.   | «Walkabout»           | 5:07   |
| 9.   | «Tearjerker»          | 4:19   |
| 10.  | «One Hot Minute»      | 6:23   |
| 11.  | «Falling into Grace»  | 3:48   |
| 12.  | «Shallow Be Thy Game» | 4:33   |
| 13.  | «Transcending»        | 5:46   |

| 14. | «Melancholy Mechanics» | 4:31 |

| 14. | «Let's Make Evil»                  | 5:17 |
| 15. | «Stretch (a.k.a. Stretch You Out)» | 6:18 |
| 16. | «Bob»                              | 5:43 |

## Personal
Red Hot Chili Peppers
- Flea – baix elèctric, segones veus, primera veu a «Pea» i «Deep Kick»
- Anthony Kiedis – primera veu
- Dave Navarro – guitarres, segones veus
- Chad Smith – bateria

Músics addicionals
- Keith «Tree» Barry – violí a «Tearjerker»
- Jimmy Boyle – segones veus
- Lenny Castro – percussió a «Walkabout», «My Friends», «One Hot Minute», «Deep Kick» i «Tearjerker»
- Aimee Echo – segona veu a «One Hot Minute» i «One Big Mob»
- Gurmukh Kaur Khalsa – càntics a «Falling into Grace»
- John Lurie – harmònica a «One Hot Minute»
- Stephen Perkins – percussió a «One Big Mob» i «Bob» (pista de bonificació d'iTunes)
- Kristen Vigard – segona veu a «Falling into Grace»

Personal d'enregistrament
- Stephen Marcussen – enginyeria de masterització
- Rick Rubin – producció
- Dave Sardy – enginyeria de mescles i d'enregistrament
- Dave Schiffman – enginyeria
- Don C. Tyler – edició digital

Personal addicional
- Mark Ryden – il·lustració de la portada

## Font
- Kiedis, Anthony; Sloman, Larry. Scar Tissue.  Hyperion, 6 octubre 2004. ISBN 1-4013-0101-0.